# KUD Lela i Vladimir Matanović
Kulturno umjetničko društvo „Lela i Vladimir Matanović“ iz Antina osnovano je 1937. godine kao ogranak Seljačke sloge. Nakon Drugog svjetskog rata preimenovano je u KUD „Josip Kozarac“, a danas djeluje pod imenom KUD „Lela i Vladimir Matanović“ u spomen na sestru i brata Matanović poginule u Domovinskom ratu. 
Društvo se deklarira kao izvorna folklorna skupina, broji stotinjak članova raspoređenih u dječju, tamburašku, plesnu i pjevačku (žensku i mušku) sekciju. Dugi niz godina nastupaju na Vinkovačkim jesenima, gdje u zadnjih nekoliko godina postižu sjajne rezultate – godine 2006. i 2007. nastupili su na svečanom Otvorenju spomenute smotre s najboljim skupinama Slavonije i Baranje, 2006. i na Državnoj smotri izvornoga hrvatskoga folklora za koju se svake godine izabere najbolja skupina s područja svake županije, a 2007. godine zauzeli su treće mjesto u ukupnom poretku folklornih večeri, u konkurenciji s više od 60 društava. Osim na Vinkovačkim jesenima, društvo je nastupalo i nastupa na svim važnijim manifestacijama i smotrama folklora diljem Lijepe naše od kojih su najistaknutiji nastupi na Đakovačkim vezovima, Brodskom kolu i sl., a posebno su ponosni na svoj nastup u Zagrebu 2006. godine na smotri Pasionska baština u sklopu koje je snimljena i televizijska emisija za HRT pod nazivom Korizmena sjećanja, a u suradnji s mr. sc. Miroslavom Hadžihusejnović Valašek – vanjskom suradnicom uredništva za narodnu glazbu Hrvatskoga radija i Aleksejem Pavlovskym, urednikom programa za narodnu kulturu Hrvatske radiotelevizije. Osim toga, mogu se pohvaliti i nastupom na 43. Međunarodnoj smotri folklora održanoj 2008. godine u Zagrebu
Predsjednik društva je gosp. Stjepan Belić koji je najveći dio svoga dosadašnjeg života posvetio upravo KUD-u i očuvanju tradicije sela Antina. Posebno se mora istaknuti njegov doprinos u poznavanju narodne nošnje vinkovačkog kraja, posebice sela Antina, plod čega je gotovo nepogrešivo i vrlo kvalitetno odijevanje članica i članova KUD-a „Lela i Vladimir Matanović“. Gospodin Belić bavi se i izradom narodnih nošnji, što zaista nije lak posao.
Voditelj društva, pjevačke (muške i ženske), tamburaške i dječje sekcije KUD-a je Antun Božić, samičar koji posjeduje diplomu kojom je osposobljen za samostalno podučavanje sviranja na tamburi samici izdanu na Seminaru folklora panonske zone. Antun Božić je student etnologije i kulturne antropologije te turkologije na Filozofskom fakultetu Sveučilišta u Zagrebu, a ove godine planira nastaviti solo pjevanje u Zagrebu koje je već dvije godine pohađao u Vinkovcima. 
U sklopu društva tri godine djeluje ŽPS „Antinčanke“ koja je svojim prvim nastupom na Večerima M. Bačića u Babinoj Gredi 2005. godine, vrlo zapaženim nastupom izborila mjesto među pet najboljih grupa koje su nastupile na smotri Alaj pjevam i pjevati znadem u Slavonskom Brodu. Pjevaju i na smotrama crkvenog pučkog pjevanja, a gotovo sve članice su ujedno članice i crkvenog zbora u Antinu. Njihov župnik vlč. Marko Bubalo ponosan je i sretan jer Antinčani svake godine na misu zahvalnicu dođu odjeveni u narodnu nošnju, u nevjerojatno velikom broju. Osim ženske pjevačke skupine, u društvu djeluje i TS „Žara“ (u spomen na Žarka Solda, voditelja antinačkih tamburaša prije rata, nažalost poginulog u Domovinskom ratu). Njihov rad je obnovljen prije nekoliko godina, a mlade tamburaše je izučio gospodin Martin Mijakić rodom iz Antina, koji živi u Vinkovcima, a njegov rad, nakon što je osposobio dečke za sviranje, nastavio je voditelj društva Antun Božić.
Nedavno je u društvu osnovana i muška pjevačka skupina, te dječja skupina koja broji 60-ak članova. Antinčani su ponosni na svoj rad, snimili su brojne radijske i televizijske emisije o svome radu i postojanju. Osim toga, KUD „Lela i Vladimir Matanović“ već devet godina, inicijativom predsjednika društva, a u suradnji s mr. sc. Ljubicom Gligorević, etnologinjom djelatnicom Gradskog muzeja Vinkovci i televizijskom voditeljicom, te Darkom Paurićem, radijskim urednikom i voditeljem, održava smotru „Zimsko spremanje“ – reviju cura, snaša i momaka u tradicijskom zimskom ruhu koja je natjecateljskog karaktera. Sljedeće „Zimsko spremanje“ očekujemo 19. siječnja 2008. godine. Reviju svake godine prati kalendar sa svim sudionicima natjecanja.
Na početku je spomenuto kako se društvo deklarira kao izvorna folklorna skupina, što znači da se na sceni predstavljaju samo s običajima, plesovima i pjesmama koje su nekada davno izvodili mještani sela Antina. Tradiciju prenose najstariji mještani Antina koji se s nostalgijom u očima prisjećaju prošlih „vrimena“. Skupljanju običaja puno su pridonijela i sjećanja predsjednika društva gosp. Stjepana Belića koji od djetinjstva prati i pamti antinačke običaje, a u novije vrijeme i terenska istraživanja voditelja društva Antuna Božića koji od antinačkih baka, posebice svoje (Jelice Božić), saznaje stare antinačke napjeve svjetovnog, ali i duhovnog karaktera, te razne plesove i običaje godišnjeg, ali i životnog ciklusa.